# Guthriea capensis
Guthriea capensis är en tvåhjärtbladig växtart som beskrevs av Harry Bolus. Guthriea capensis ingår i släktet Guthriea och familjen Achariaceae. Inga underarter finns listade i Catalogue of Life.